# Waleri Wladimirowitsch Iordan
Waleri Wladimirowitsch Iordan (russisch Валерий Владимирович Иордан, wiss. Transliteration Valerij Vladimirovič Iordan, engl. Transkription Valeriy Iordan; * 14. Februar 1992) ist ein russischer Speerwerfer.
Bei den Leichtathletik-Europameisterschaften 2012 in Helsinki gewann er Silber, und bei den Leichtathletik-Weltmeisterschaften 2013 in Moskau schied er in der Qualifikation aus.
2014 wurde er Siebter bei den Europameisterschaften in Zürich, und 2015 kam er bei den Weltmeisterschaften in Peking nicht über die erste Runde hinaus.
Seine persönliche Bestleistung von 83,56 m stellte er am 28. Februar 2013 in Adler auf.